# 国立市立国立第二中学校
国立市立国立第二中学校（くにたちしりつ くにたちだいにちゅうがっこう）は、東京都国立市富士見台三丁目にある公立中学校。
14学級（第1学年5、第2学年5、第3学年4)あり、全校生徒は約577名。

## 沿革
- 1957年 - 国立町立国立中学校（現在の国立市立国立第一中学校）の分校として開校。

## 所在地・最寄駅
〒186-0003 東京都国立市富士見台三丁目30番地
- JR東日本南武線矢川駅から徒歩7分

## 部活動
運動部8部、文化部8部ある。

### 運動部
- サッカー（男女）
- 野球（男女）
- 男子バスケットボール
- 女子バスケットボール
- 女子バレーボール
- 剣道（男女）
- 卓球（男女）
- バドミントン（男女）

### 文化部
- 合唱
- 吹奏楽
- 数学検定
- 英語
- 美術
- 家庭科
- 書道
- 自然研究

## 学区
- 中一丁目の3番地から5番地
- 西一丁目から三丁目の全域
- 北二丁目の12番地から38番地
- 北三丁目の全域
- 富士見台三丁目の10から14番地、18から45番地
- 富士見台四丁目の全域
- 谷保の2969から3027番地、3036から3074番地、6333から6336番地、6338から6840番地、9541から9545番地、9559から9573番地
- 青柳一丁目及び青柳三丁目の全域
- 青柳の156から607番地
- 石田の532から675番地
- 泉三丁目の9から21番地
- 矢川三丁目の1から15番地

## 特記
1990年代前半まで通学鞄は指定のものを使用していたが、1993年春の生徒総会での提議をきっかけに自由化が検討され、約半年後に自由化がなされた。